# 格哷图台吉
格哷图台吉（1491年—？），又作格哷迪、克列兔台吉、察罕孟克等，孛儿只斤氏，达延汗第九子。
母亲古实哈屯，鄂不锡衮青台吉的同母兄弟，格哷森札札赉尔、格哷博罗特的异母兄弟。达延汗统一蒙古，史书没有记载格哷图台吉的领地，死后他没有后嗣。